# Daniel Núñez
Daniel Núñez, född 12 september 1958 i Santiago de Cuba, är en kubansk före detta tyngdlyftare.
Núñez blev olympisk guldmedaljör i 56-kilosklassen i tyngdlyftning vid sommarspelen 1980 i Moskva.